# Donald M. Blinken
Donald Mayer Blinken (11 de novembro de 1925 - 22 de setembro de 2022) foi um empresário e diplomata americano. Ele serviu como embaixador dos Estados Unidos na Hungria de 1994 a 1997. Seu filho, Antony Blinken, foi Secretário de Estado dos Estados Unidos na presidência de Joe Biden (2021-2025).

## Biografia
Blinken nasceu em 11 de novembro de 1925, em Yonkers, Nova York, filho de Maurice Blinken e sua esposa Ethel (Horowitz). Seu pai e sua mãe eram descendentes de judeus e seu pai era originalmente de Kiev (agora a capital da Ucrânia). O avô de Bliken foi o autor do livro Meir Blinken. Blinken também tinha dois irmãos, Alan e Robert.
Os irmãos cresceram na cidade de Nova York e em Yonkers. Eles frequentaram a Escola Horace Mann. Blinken se formou na universidade de magna cum laude com bacharelado em economia pela Universidade de Harvard em 1948, depois de servir no Corpo Aéreo do Exército dos Estados Unidos durante a Segunda Guerra Mundial em 1944.

## Carreira
Blinken conheceu Mark Rothko em 1956 e se tornou um colecionador de artes. Ele foi presidente da Fundação Mark Rothko de 1976 a 1989. Em 1984, a fundação distribuiu 1.000 peças de arte para museus, inclusive para a Galeria Nacional de Arte.
Em 1966, Blinken co-fundou o EM Warburg Pincus &amp; Company, um banco de investimento em Nova York. Ele atuou como diretor da Warburg Pincus e como presidente do conselho de administração. De 1970 a 1976, Blinken foi presidente da Brooklyn Academy of Music. Blinken foi nomeado para o conselho de administração da Universidade Estadual de Nova York pelo governador Hugh Carey em setembro de 1976 e foi nomeado presidente do conselho em 1978. O conselho entrou em conflito com o governador Mario Cuomo, pois Cuomo queria que o conselho cortasse gastos. Blinken anunciou sua renúncia do conselho em outubro de 1989, que entrou em vigor com a confirmação de seu sucessor em 1990.
Durante a presidência de Jimmy Carter, Blinken atuou em um painel especial de nomeação para o Tribunal de Apelações dos Estados Unidos. Em 1994, o presidente Bill Clinton nomeou Blinken para ser o embaixador dos Estados Unidos na Hungria. Ele foi confirmado pelo Senado dos EUA e serviu no cargo até 1997. A nomeação se deu em razão da contribuição financeira que conseguiu arrecadar para a campanha de Clinton, em 1992. Ademais, sua esposa, Vera Blinken, era natural da Hungria, o que o motivou a buscar a nomeação para aquele país. De 2000 a 2004, Blinken foi o secretário-geral da Federação Mundial de Associações das Nações Unidas.

## Vida pessoal
Blinken viveu na River House e em East Hampton, Nova York.
Blinken foi casado com Judith Frehm de 1958 até o divórcio em 1971, e depois se casou-se com Vera Ermer em 1975. Vera foi uma sobrevivente do Holocausto na Hungria durante a Segunda Guerra Mundial; em 2009, o casal publicou um livro de memórias sobre sua fuga da Hungria comunista e como foi a volta deles à Hungria durante seu mandato como embaixador dos EUA. Em 2015, o Open Society Archives na Hungria foi renomeado para Vera and Donald Blinken Open Society Archives depois de receber uma grande doação do casal.
Seu filho, Antony Blinken, de seu primeiro casamento, é o atual Secretário de Estado dos Estados Unidos na presidência de Joe Biden.
Blinken morreu em East Hampton em 22 de setembro de 2022, aos 96 anos.